# A hármasikrek
A hármasikrek (eredeti cím: Triplets) 2015-ben indult francia televíziós 3D-s számítógépes animációs sorozat. Műfaját tekintve filmvígjáték-sorozat. Magyarországon a Minimax és a JimJam tűzte műsorára.

## Ismertető
A sorozatban három ikertestvér nem mindennapi kalandjai követhető nyomon, csupa mókával és a kacagással.

## Szereplők
- Eliot – a bébiszitter, raszta hajú férfi
- Nini – vörös hajú, szeplős, pösze kislány, a hármasikrek szomszédja
- Totó – a hármasikrek kiskutyája
- Nagypapa – az ikrek nagypapája

## Epizódok
| #   | Magyar cím                       | Eredeti cím                        | Magyar premier      | Eredeti premier | Író                                   |
| --- | -------------------------------- | ---------------------------------- | ------------------- | --------------- | ------------------------------------- |
| 1.  | Az ikrek kiskutyát akarnak       | Les Triplés veulent un chien       | 2015. július 4.     |                 | Nicole Lambert                        |
| 2.  | Toto érkezése                    | L'arrivée de Toto                  | 2015. július 5.     |                 | Nicole Lambert                        |
| 3.  | Toto tanul                       | L'éducation de Toto                | 2015. július 6.     |                 | Nicole Lambert                        |
| 4.  | A fagyi                          | La Glace                           | 2015. július 7.     |                 | Nicole Lambert                        |
| 5.  | Eliott érkezése                  | L'arrivée d'Eliott                 | 2015. július 8.     |                 | Nicole Lambert és Aimée Clark-Langrée |
| 6.  | Sárkány a mosdóban               | Le dragon des toilettes            | 2015. július 9.     |                 | Nicole Lambert és Fabienne Gambrelle  |
| 7.  | Herceg vagy hercegnő             | Princes ou Princesse               | 2015. július 10.    |                 | Alain Serluppus                       |
| 8.  | Doudou is megfürdik              | Les doudous se lavent aussi        | 2015. július 11.    |                 | Nicole Lambert és Fabienne Gambrelle  |
| 9.  | Cirkusz otthon                   | Cirque à domicile                  | 2015. július 12.    |                 | Nicole Lambert és Fabienne Gambrelle  |
| 10. | A zokni rejtélye                 | Le mystère des chaussettes         | 2015. július 13.    |                 | Nicole Lambert és Fabienne Gambrelle  |
| 11. | Az ikrek nyomoznak               | Les triplés détectives             | 2015. július 14.    |                 | Nicole Lambert és Fabienne Gambrelle  |
| 12. | Küzdelem a rémálmok ellen        | La chasse aux cauchemars           | 2015. július 15.    |                 | Agnès Slimovici                       |
| 13. | Doktorosdi                       | Pas facile d'être docteur          | 2015. július 16.    |                 | Nicole Lambert és Agnès Hollard       |
| 14. | Csuklás a strandon               | Le hoquet de plage                 | 2015. július 17.    |                 | Nicole Lambert és Fabienne Gambrelle  |
| 15. | Szerencse                        | Chance malchance                   | 2015. július 18.    |                 | Nicole Lambert                        |
| 16. | Rossz kutya                      | Trop de trous Toto                 | 2015. július 19.    |                 | Agnès Slimovici                       |
| 17. | Kutyabaj                         | Le bonheur d'être un chien         | 2015. július 20.    |                 | Nicole Lambert és Fabienne Gambrelle  |
| 18. | Játékautó                        | Achetez je le veux                 | 2015. július 21.    |                 | Nicole Lambert és Fabienne Gambrelle  |
| 19. | Pancsolás                        | Les triplés prennent le brain      | 2015. július 22.    |                 | Pierre Coré                           |
| 20. | Páni félelem                     | Peurs bleues                       | 2015. július 23.    |                 | Nicole Lambert és Fabienne Gambrelle  |
| 21. | Az ikrek zöldségre váltanak      | Les triplés se mettent au vert     | 2015. július 24.    |                 | Nicole Lambert és Aimée Clark-Langrée |
| 22. | Ki a legjobb?                    | Trop forte                         | 2015. július 25.    |                 | Nicole Lambert és Fabienne Gambrelle  |
| 23. | Grimaszverseny                   | Concours de grimace                | 2015. július 26.    |                 | Pascal Stervinou                      |
| 24. | Átvirrasztott éjszaka            | Nuit Blanche                       | 2015. július 27.    |                 | Nicole Lambert és Fabienne Gambrelle  |
| 25. | Kutyáknak belépni tilos!         | Chiens interdits                   | 2015. július 28.    |                 | Nicole Lambert és Agnès Hollard       |
| 26. | Szőke szakáll kincse             | Le trèstor des Barbe Blonde        | 2015. július 29.    |                 | Nicole Lambert és Fabienne Gambrelle  |
| 27. | Hívatlan vendégek                | L'art de se faire inviter          | 2015. július 30.    |                 | Nicole Lambert és Fabienne Gambrelle  |
| 28. | Takarítás                        | Les as du Ménage                   | 2015. július 31.    |                 | Simon Lecocq                          |
| 29. | Egy kutya élete                  | Toto, une vie de chien             | 2015. augusztus 1.  |                 | Nicole Lambert és Aimée Clark-Langrée |
| 30. | Hajótöröttek                     | Drôles de naufragés                | 2015. augusztus 2.  |                 | Nicole Lambert és Aimée Clark-Langrée |
| 31. | Tiszta játék                     | Quand un triplé en vaut deux       | 2015. augusztus 3.  |                 | Pierre Coré                           |
| 32. | Karácsonyi lista                 | Une si longue liste                | 2015. augusztus 4.  |                 | Nicole Lambert és Fabienne Gambrelle  |
| 33. | Nini, a csiriz                   | Nini pot de colle                  | 2015. augusztus 5.  |                 | Nicole Lambert és Aimée Clark-Langrée |
| 34. | A robotkutya                     | Le chlen robot                     | 2015. augusztus 6.  |                 | Nicole Lambert és Aimée Clark-Langrée |
| 35. | Balettiskola                     | Pas de trois                       | 2015. augusztus 7.  |                 | Nicole Lambert és Aimée Clark-Langrée |
| 36. | A megkergült robotkutya          | Le chien robot tou                 | 2015. augusztus 8.  |                 | Nicole Lambert és Aimée Clark-Langrée |
| 37. | Kicsi szeszélyes személy         | Petit capricieux                   | 2015. augusztus 9.  |                 | Nicole Lambert                        |
| 38. | A karácsonyfa                    | Un si beau sapin                   | 2015. augusztus 10. |                 | Nicole Lambert és Fabienne Gambrelle  |
| 39. | Egy olyan hosszú várakozás       | Une si longue attente              | 2015. augusztus 11. |                 | Nicole Lambert és Fabienne Gambrelle  |
| 40. | Boldog szülinapot mama!          | Bon anniversaire Maman             |                     |                 |                                       |
| 41. | A csodálatos szószos tál         | La saucière merveilleuse           |                     |                 |                                       |
| 42. | Ha megnövünk                     | Quand on s'ra grand                |                     |                 |                                       |
| 43. | Rekordot döntünk                 | Les Triplés battent des records    |                     |                 |                                       |
| 44. | Irigység                         | Gros jaloux                        |                     |                 |                                       |
| 45. | A wonderful vár                  | Le wonderful château               |                     |                 |                                       |
| 46. | Van pénzünk                      | Les Triplés ont des sous           |                     |                 |                                       |
| 47. | Boldog szülinapot nagypapa!      | Joyeux anniversaire Grand-pere     |                     |                 |                                       |
| 48. | Madame Gnell rejtélyes kisbabája | Le mystérieux bébé de Madame Gnell |                     |                 |                                       |
| 49. | Vigyázat, úszómester             | Alerte au maître nageur            |                     |                 |                                       |
| 50. | A cápa                           | Les dents de lait de la mer        |                     |                 |                                       |
| 51. | Bevallott vétség                 | Faute avouée                       |                     |                 |                                       |
| 52. | A vacsora                        | Le repas du soir                   |                     |                 |                                       |
| 53. | A koncert                        | La danse des fleurs                |                     |                 |                                       |
| 54. | A színek harca                   | La guesse des couleurs             |                     |                 |                                       |
| 55. | A hármasikrek csillaga           | L'étoile des Triplés               |                     |                 |                                       |
| 56. | Nagyapa virága                   | La fleur de Grand-Pére             |                     |                 |                                       |
| 57. | Kísértetjárás                    | Le placard hanté                   |                     |                 |                                       |
| 58. | Álomszületésnap                  | Trois anniversaires de rêve        |                     |                 |                                       |
| 59. | A hármasikrek eldaduskodnak      | Les Triplés nounous                |                     |                 |                                       |
| 60. | Dagály                           | Marée haute                        |                     |                 |                                       |
| 61. | Elfújta a szél                   | Coup de vent                       |                     |                 |                                       |
| 62. | Miért duzzogsz?                  | Pourquoi tu boudes?                |                     |                 |                                       |
| 63. | Igazságot tenni nehéz            | Dur dur d'étre justicier           |                     |                 |                                       |
| 64. | Elveszett kiket, megtalált Tikla | Chien perdu, chien trouvé          |                     |                 |                                       |
| 65. | Nini nagy testvér lesz           | Nini grande soeur                  |                     |                 |                                       |
| 66. | A varázstávirányító              | La zapette magique                 |                     |                 |                                       |
| 67. | A strand kulcsa                  | Les clés de la plage               |                     |                 |                                       |
| 68. | Az élet nem egy film             | La vie c'est pas du cinéma         |                     |                 |                                       |
| 69. | A strandbajnok                   | Monsieur plage                     |                     |                 |                                       |
| 70. | Totó, a bajnok                   | La médaille de Toto                |                     |                 |                                       |
| 71. | Harc az ágyért                   | La place dans le hit               |                     |                 |                                       |
| 72. | Anya kedvence                    | Le chouchou de maman               |                     |                 |                                       |
| 73. | Az igazi hármasikrek             | À triplés, triplés et demi         |                     |                 |                                       |
| 74. | Álomország                       | Le pays des rêves                  |                     |                 |                                       |
| 75. | Kell egy kis pihenés             | Maman fait une pause               |                     |                 |                                       |
| 76. | Egyik kutya, másik eb            | Du pareil au même                  |                     |                 |                                       |
| 77. | Áprilisi tréfa                   | Le jour des farces                 |                     |                 |                                       |
| 78. | Fordított nap                    | La journée á l'envers              |                     |                 |                                       |